# Juan Antonio Simarro
Juan Antonio Simarro González (Santa Cruz de Tenerife, 17 de diciembre de 1973) es un compositor, intérprete y productor musical español de teatro, ballet, cine y televisión. Diplomado en Magisterio en la especialidad de Educación Musical.
Con el objetivo principal de acercar la música a la gente, para que todo el mundo pueda aprender y tocar algún instrumento, ha creado, junto al Mago More, el curso “Aprende piano de una...vez”, enseñando a todos a expresarnos con el piano de una manera sencilla y divertida.
Como comunicador, es el presentador de "Clásicos y Reverentes", el programa de música clásica de La2 de TVE y colaborador del programa cultural “La aventura del saber”.
Gracias a su “Sinfonía por un mundo mejor”, representada en el Auditorio Nacional de Madrid y avalada por la Federación de Centros UNESCO y Rotary Club Internacional, con imágenes cedidas por GREENPEACE, ha sido nombrado compositor oficial de la Beverly Hills Symphony y de la Orquesta Filarmónica de Lisboa.
Su composición “Cuatro acordes para expresarme. Por un desarrollo sostenible”, ha sido interpretada por la pianista Isabel Pérez Dobarro en el Fórum de los Premios Nobel de la paz, en Minneapolis y en la Universidad de Columbia , Nueva York, ante miembros de la ONU y Ministros de Asuntos Exteriores de distintos países.
Premio España Creativa 2019 y ganador en el primer concurso mundial de "Composición por la Paz Symphony Orchestras of The World" por su "Adagio para violín, piano y orquesta de cuerda", Mención de Honor en el Concurso Internacional Piano WPTA Argentina o los premios a la mejor BSO por “Que el fin del mundo te pille bailando” en el Festival Peligros, de Granada y “La Tierra llamando a Ana” en el festival de Cine de Ibiza. Fue el compositor del concierto promocionado por la Organización Iberoamericana de la Juventud (OIJ), en la XXIV Cumbre Iberoamericana de jefes de Estado y de Gobierno celebrada en Veracruz, México.
Sus trabajos para TV, productor musical y giras abarcan desde la música corporativa de TVE en su 50 aniversario a la gira internacional con Julio Iglesias.
Destacan sus composiciones para los ballets “El Equilibrista” y “La Malaventura” (CD grabado y retransmitido en directo para TVE por la Orquesta de RTVE y la Orquesta Sinfónica Ciudad de Praga), “Spanish Swan” de Lorraine Maese, en Los Ángeles, la suite “Cádiz” (interpretada, entre otras, por la Orquesta Sinfónica de la Radio Televisión de Bielorrusia,y The Moscow State Radio Television Symphony Orchestra), “Adagio para violín, piano y orquesta de cuerda” para el Ballet Nacional de Ecuador, “Amarga dulce” y “Sueño no 3” de “Latente” (ganadora de diversos premios internacionales de danza contemporánea) y “Siempre en algún lugar”, seleccionada para el festival Internacional Dansa Valencia, y “Vals feliz”, encargo de la Embajada de Austria en España.
Como compositor de diferentes estilos, su “Tango para dos amantes” está hecho a medida para la selección española de Gimnasia Rítmica , que podrá escucharse en los campeonatos de Europa y los mundiales.
Debido al éxito del reciente concierto que interpretó en el Conservatorio Chaikovski de Moscú, repetirá la temporada que viene un nuevo concierto y sus partituras serán parte del repertorio de estudio en Rusia.
Ha sido el encargado de poner música al 75 Aniversario de la UNESCO en España, interpretando su “Obertura por los derechos humanos”.
Para mejorar el rendimiento de las empresas, desarrolla la conferencia “Tu empresa es una orquesta”, en la cual plantea problemas y soluciones gracias a sus experiencias con distintas orquestas, consiguiendo mejores resultados en el trabajo en equipo.
Ha vendido 25.000 DVD en España, Alemania, Gran Bretaña y Francia con su vídeo didáctico "Tu clase es una orquesta", encargo de la editorial Macmillan.
Además, tiene su propio diseño de UkeleleBySimarro, facilitando a todo el mundo el acceso a un instrumento pequeño, asequible y fácil de tocar.
Nombrado por segundo año consecutivo como una de los 50 españoles más influyentes en el mundo de la cultura, según Merca2.
Por invitación de las ONG Agua de Coco y Ópera sin Fronteras se trasladó a Madagascar. Allí compuso una obra musical, con texto en malgache, que se estrenó en un colegio salesiano. A lo largo de 2025 saldrán de gira por Madagascar y viajarán a París.

## Formación musical e inicios
Aunque nace en Santa Cruz de Tenerife, a la edad de cuatro años viaja a Madrid, donde reside desde entonces. Su formación musical se inicia a los trece años, y abarca solfeo, conjunto coral, historia de la música, violonchelo, piano, armonía, armonía contemporánea, improvisación, jazz y dirección orquestal. Durante su etapa escolar en un colegio salesiano descubrió su afición por la música.
Estudió la carrera de profesor de Educación Musical de la Universidad Complutense de Madrid, pero en 1995 decide dedicarse con exclusividad a la música. Colabora durante muchos años en grabaciones y giras de otros artistas y en la producción de sus discos, lo que compatibiliza con trabajos de ambientación musical para teatro y cine, así como composiciones para spots y programas de televisión.
Intercala con esta actividad su verdadera pasión: la composición, dirección e interpretación de música sinfónica, del siglo XXI.

## Actividad como arreglista y productor
Su carrera en esta faceta es muy dilatada. Han contado con su trabajo como músico de directo, arreglista o productor artistas como Nena Daconte, Manu Tenorio o Julio Iglesias, entre otros.
Buscando caminos para desarrollar el talento creativo funda su productora musical Analógica Producciones, S.L., con la que edita su primer disco de música instrumental en solitario. Cuenta con su propio estudio de grabación.

## Trabajos para televisión, cine y teatro
A lo largo de su larga trayectoria ha llevado a cabo composiciones y ambientaciones musicales para programas de televisión como: Popstars, Gran Hermano, El programa de Ana Rosa, Dónde estás corazón, 12 meses, 12 causas, Noche de fiesta, Sabor a ti, o la composición y producción de la imagen corporativa del 50 aniversario de TVE.
Tras trabajar en las bandas sonoras originales de películas como New Dominican Yorker de Daniel Melguiz, The land of the Lapping Death u Obsesión 42.195 de Roberto Carrasco, en 2013 compone y dirige la banda sonora de la película Diamantes negros, de Miguel Alcantud y Conducta animal de Miguel Romero.
En 2019 estuvo nominado a los Premios Fugaz al cortometraje español por la BSO de La Tierra llamando a Ana, dirigido por Fernando Bonelli e interpretado por Laia Manzanares y Javier Pereira.
Por su trayectoria profesional ha recibido más de 40 premios, incluidos el del Festival de Cine de Ibiza, y el premio a la mejor BSO por Que el fin del mundo te pille bailando  dirigido por José Mari Martínez.

## Trayectoria como compositor de música clásica
Frecuentemente es a la vez compositor e intérprete de sus obras, actuando como solista de piano, guitarra o ukelele en sus propias composiciones orquestales.
Tras componer piezas y oberturas para diversos eventos televisivos, en 2006 estrena en televisión, junto a Javier Gúrpide, sus ballets El Equilibrista y La Malaventura (editados bajo el sello RTVE Clásica).
Gracias a su Sinfonía por un mundo mejor, representada en el Auditorio Nacional de Madrid y avalada por la Federación de Centros UNESCO y Rotary Club Internacional, con imágenes cedidas por Greenpeace, ha sido nombrado compositor oficial de la Beverly Hills Symphony y de la Orquesta Filarmónica de Lisboa.
El 1 de octubre de 2013, con motivo de la celebración del Día Internacional de la Música, ve la luz en Minsk (Bielorrusia) su obra orquestal Cádiz, Poema Sinfónico así como, entre otras, las obras Adagio para violín, piano y orquesta de cuerda, Cuarteto de cuerda nº 1, dúos y solos de piano.
El talento de Simarro se ha podido disfrutar en la interpretación de numerosas orquestas: Orquesta Sinfónica Ciudad de Praga, Orquesta Sinfónica de RTVE, Orquesta Sinfónica de Lviv (Ucrania), Orquesta sinfónica de la Radio Televisión de Bielorrusia, Orquesta de cuerda Neotonarte, The Moscow State Radio Television Symphony Orchestra, la Orquesta Filarmónica Metropolitana de Anzoátegui, Orquesta Sinfónica del Estado Nueva Espartala (Venezuela), la Ensemble Nacional...; y con la colaboración de artistas como Iñaki Etxepare y Edith Saldaña (violonchelo), Ara Malikian, Jacqueline Wedderburn-Maxwell, Nazary Pylatyuk (violín), Antonio Palmer, Igor Pylatyuk, Borja Quintas o Gerardo Estrada (dirección de orquesta).
El Auditorio Nacional de Madrid ha sido el lugar escogido para el estreno de muchas de sus composiciones. Otras han sido estrenadas o interpretadas en salas como el Teatro Monumental y Sala Manuel de Falla de Madrid, el Teatro Euskalduna de Bilbao, el Meridian Center de Moscú, el Auditorio de la Radio Televisión de Bielorrusia, el Palacio de la Música Catalana de Barcelona y el auditorio de Palma de Mallorca.

## Incursión en otros estilos
Su amplia formación en la materia le permite tener un conocimiento global de la música, y abarcar múltiples estilos a lo largo de su carrera, algunos de ellos desarrollados por el puro placer de experimentar. Algunos ejemplos:
Su proyecto Bipolares, más o menos (2012), encuadrado en el ámbito pop, está formado por músicos profesionales con la colaboración puntual de otros artistas consagrados, y nace sin un estilo determinado, cambiando de concepto musical para permitir explorar diferentes sensibilidades en el terreno de la música pop.
Noche en el café Montarto (2013) es un tema de jazz orquestado surgido de una improvisación a piano.
La película Diamantes negros (2013) estudia y desarrolla una banda sonora con influencia de ritmos tribales africanos.

## Trayectoria profesional
Ganador, en el primer concurso mundial de Composición por la Paz Symphony Orchestras of The World, en la categoría de violín y viola con su pieza Composición por la paz y, recientemente, nombrado Primer Compositor de la Orquesta Filarmónica de Lisboa. Director Artístico de la fundación no gubernamental Voces para la Conciencia y el Desarrollo, cuya misión es lograr el desarrollo sostenible de las personas y de los pueblos, frente a la pobreza, tomando la cultura como fuente de inspiración y base para el cambio social. En favor de esta causa ha llevado a cabo actividades como conciertos benéficos, y talleres culturales en países en vías de desarrollo
En el año 2013 estrenó su primer disco en solitario Juan Antonio Simarro, bajo su propio sello Analógica Producciones, S.L... Once piezas únicas para piano y cuarteto de cuerda.
Durante los años 2013 y 2014 lleva a cabo una gira de conciertos por diversos países de Europa y América (Madrid, Moscú, Ucrania, Bielorrusia, USA, Venezuela, etc.) en los que presenta sus composiciones y al tiempo actúa como solista participando en la 24 Cumbre Iberoamericana de jefes de Estado en Veracruz (México), como invitado especial de la Organización Iberoamericana de la Juventud (OIJ) y, en Argentina, donde le han otorgado el título de Huésped de Honor de la ciudad de Armstrong. En el 2015 se dedica a componer su sinfonía El mundo es música por encargo de MusicaEduca y a dar conciertos en Los Veranos de la Villa, en el Festival Marqués de Santillana y en el Festival de Almagro, en este último, con la obra Amarga dulce, un espectáculo de danza y teatro dirigido por la artista Paula Quintana, en el que colabora con la composición musical.
En 2016 estrenó en Los Ángeles su ballet The Spanish Swan y trabajó en la composición de su segunda sinfonía Por un mundo mejor que fue estrenada en noviembre por varias orquestas de todo el mundo y que cuenta con el apoyo de la UNESCO Y del Club Rotary, entre otras entidades.
Entre sus obras de mayor éxito destacan su apasionado Cádiz, Poema Sinfónico, de inconfundible sabor español, y su intenso y romántico Adagio para violín, piano y orquesta,

## Discografía

### Álbumes
- 2006: El equilibrista y La malaventura, con Javier Gúrpide (RTVE-Música)[4]

- 2013: Juan Antonio Simarro (Analógica Producciones)[14]

### Sencillos
- 2006: El equilibrista (ballet)
- 2006: La malaventura (ballet)
- 2012: How can I say how much I love you
- 2013: Adagio para violín, piano y orquesta de cuerda
- 2013: Cuarteto de cuerda nº 1
- 2013: Dúo nº 1 para cello y piano. Nocturno
- 2013: Dúo nº 2 para violín y piano. Nocturno
- 2013: Divertimento para ukelele y orquesta de cuerda
- 2013: Noche en el café Montarto
- 2013: Sueño nº 1 para piano
- 2013: Sueño nº 2 para piano
- 2013: Sueño nº 3 para piano
- 2016: The Spanish Swan (ballet)
- 2016: El Mundo es música (Sinfonía)

### Ediciones multimedia
- 2012: How can I say how much I love you (video)[15]
- 2014: Cádiz, Poema Sinfónico (video, publicado por Gerardo Estrada)[6]
- 2014: Adagio para violín, piano y orquesta de cuerda (video)[7]
- 2014: Noche en el café Montarto (video)[16]
- 2014: Sueño núm. 1 (video)[17]
- 2014: Sueño núm. 2 (video)[18]
- 2014: Divertimento para ukelele y orquesta de cuerda (video)[19]